# Elliniko Olympic Complex
Das Elliniko Olympic Complex oder Helliniko Olympic Complex war ein Sportzentrum, das für die Olympischen Sommerspiele 2004 in Athen errichtet wurde. Es liegt 12 km südlich des Stadtzentrums im Vorort Elliniko, 36,2 km vom olympischen Dorf entfernt.

## Geschichte
Nach der Stilllegung des Flughafens Athen-Ellinikon sollte das Gelände zu einem Park umgebaut werden. Zu Anfang dieser Planung sollten nahezu alle Gebäude abgerissen werden, ein Architekturwettbewerb brachte die Wende: Das 1963 vom finnischen Stararchitekten Eero Saarinen entworfene Terminal-Ost sollte nicht von der Anlage abgeschnitten werden und Teile der Landebahn sollten als Promenade inklusive der Ausstattung bleiben. Der Parkgedanke wich mehr und mehr einer gemischten Nutzung als Sport- und Erholungsstätte. Olympic Airlines schenkte dem Gelände eine Boeing 747 und warf auch den Gedanken eines Luftfahrtmuseums an einer Stelle des ehemaligen Flughafens auf, zu dem die Gesellschaft eine Sammlung von Exponaten stiften würde. Die gemischte Nutzung wurde auch kritisiert, da man befürchtete der Park würde deutlich verkleinert werden. Die Errichtung des Helliniko Olympic Complex und der Umbau einiger Hangars zu einem Depot der Straßenbahn Athen waren die erste Phase zu einer gemischten Nutzung des Areals.
Ab 2022 wurden die Sportstätten nach und nach abgerissen um im Rahmen des Projekts The Ellinikon Platz für Wohnungen, Büro, Handels- und Sportflächen sowie einem Park zur Naherholung der Athener zu schaffen. So entsteht z. B. mit dem Riviera Tower aktuell ein Wohnhochhaus, welches mit einer Höhe von ca. 200 m nach seiner geplanten Fertigstellung 2026 das größte Gebäude Griechenlands sein wird.

## Olympische Spiele 2004
Während der Olympischen Spiele bestand das Zentrum aus fünf verschiedenen Wettkampfstätten:

### Indoor Arena und Fencing Hall

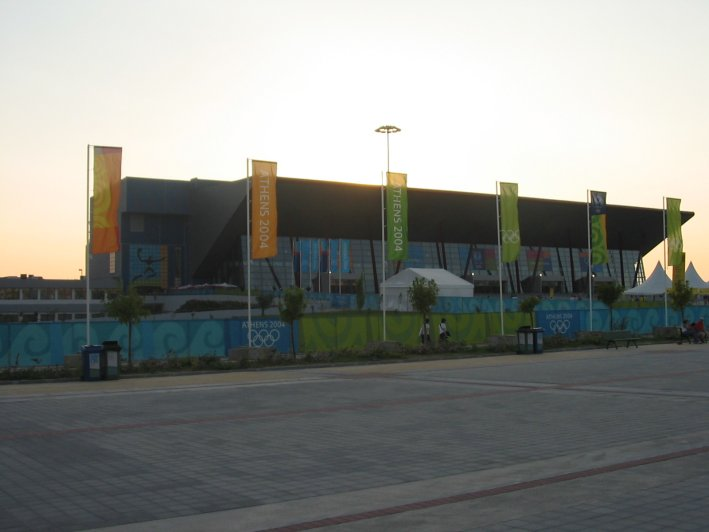
Indoor Arena

In der Indoor Arena fanden die Vorrundenspiele des Basketball-Turniers und die Finalspiele des Handball-Turniers statt. Beim Basketball beträgt die Zuschauerkapazität 15.000,. beim Handball 13.500. Während der Olympischen Spiele war die Kapazität auf 10.700 bzw. 10.300 beschränkt. Die Fencing Hall war ein Nebengebäude der Indoor Arena, in dem die Wettkämpfe im Fechten ausgetragen wurden. Die Zuschauerkapazität betrug 3.800 in der Vorrunde und 5.000 in den Finalkämpfen. Die Bauarbeiten endeten am 31. Mai 2004, die offizielle Eröffnung erfolgte am 30. Juli 2004; die Baukosten betrugen 80 Millionen Euro. Nach den Olympischen Spielen nutzten verschiedene Basketballvereine, darunter AEK Athen und Panionios Athen, die Indoor Arena. Auch das Endspiel um den griechischen Basketballpokal fand zwischen 2008 und 2013 jährlich im Helleniko Olympic Complex statt.
Der Abriss der Halle erfolgte 2022.

### Olympic Baseball Centre
Das Baseball-Zentrum bestand aus zwei Stadien. Das größere fasste 8.700 Zuschauer, das kleinere 4.000 Zuschauer. Während der Olympischen Spiele beschränkte man die Kapazität auf 6.700 bzw. 3.300 Zuschauer. Bei der Planung und der Bauausführung mussten die Organisatoren auf ausländische Hilfe zurückgreifen, denn vor der Vergabe der Spiele nach Athen im Jahr 1997 gab es in Griechenland nur ein paar kleine Baseballfelder. Die Bauarbeiten endeten am 27. Februar 2004, die offizielle Eröffnung erfolgte am 12. August 2004, einen Tag vor der Eröffnungsfeier; die Baukosten betrugen 10 Millionen Euro.
Nach dem Ende der Olympischen Spiele wurde das Baseball Centre umgestaltet, sodass der Fußballverein Ethnikos Piräus zeitweise seine Heimspiele dort austrug.

### Olympic Softball Stadium
Das Softball-Zentrum bestand aus einem Stadion, das 4.800 Zuschauer fasste, obwohl während der Olympischen Spiele maximal 3.400 besetzt wurden. Nebenan befanden sich zwei Trainingsfelder. Die Bauarbeiten endeten am 29. Februar 2004, die offizielle Eröffnung erfolgte am 30. Juli 2004; die Baukosten betrugen 8 Millionen Euro.

### Olympic Canoe/Kayak Slalom Centre

Kanuslalomkurs

Die Gesamtfläche des Zentrums für die Kanuslalom-Wettbewerbe betrug 288.000 m². Es umfasste den Wildwasser-Wettkampfkurs, einen Trainingskurs und einen 27.000 m² großen künstlichen See für das Aufwärmen. Es bot 7.600 Zuschauern Platz, doch während der Olympischen Spiele war die Kapazität auf 6.700 begrenzt. Die Bauarbeiten endeten am 31. März 2004, die Einweihung erfolgte anlässlich des Wildwasser-Weltcups vom 22. bis 25. April 2004; die Baukosten betrugen 10 Millionen Euro.

### Olympic Hockey Centre

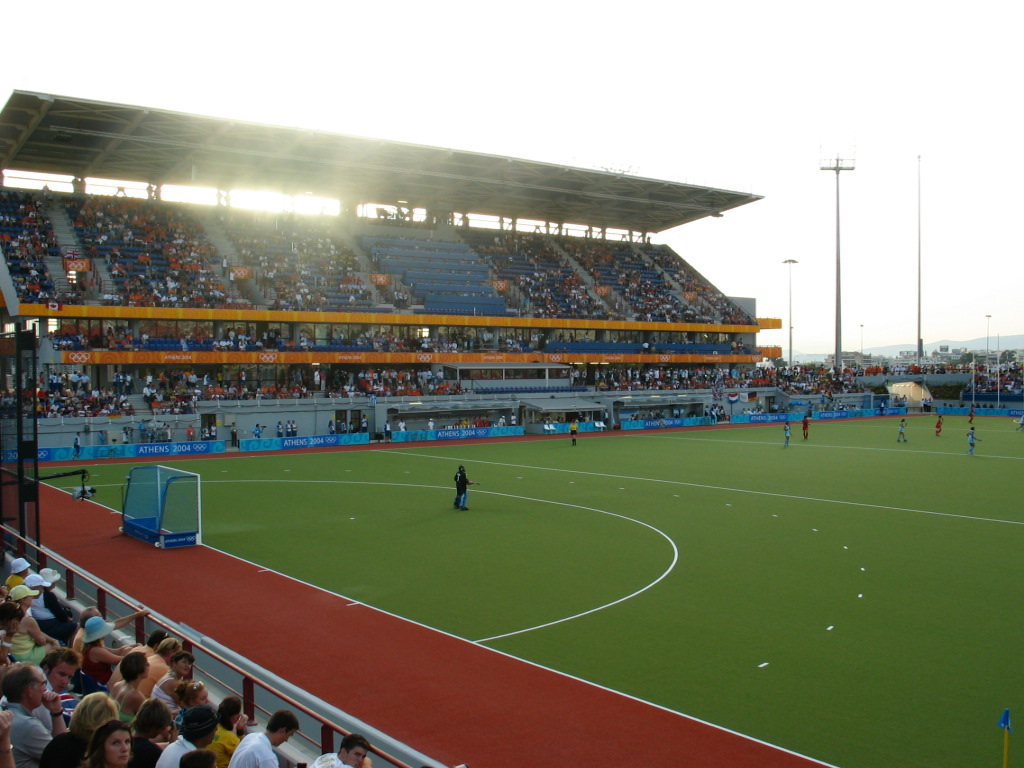
Athen 2004 – Olympisches Hockeystadion am Finaltag der Damen

Das Hockey-Zentrum bestand aus zwei Stadien. Das größere fasste 7.300 Zuschauer, das kleinere 2.100 Zuschauer. Während der Olympischen Spiele war die Zuschauerkapazität jedoch auf 5.200 bzw. 1.200 begrenzt. Neben den beiden Stadien befand sich ein Trainingsplatz. Die Bauarbeiten endeten am 29. Februar 2004, die offizielle Eröffnung erfolgte am 11. August 2004; die Baukosten betrugen 11 Millionen Euro.
Während der Paralympischen Sommerspiele 2004 wurde das Stadion für die Fußball-Wettbewerbe genutzt.